# Црква Светог Климента у Дражином долу
Црква Светог Климента је храм Српске православне цркве који се налази у Дражином долу у Републици Српској. Припада Епархији захумско-херцеговачкој. Храм је посвећен Светом Клименту, а подигнут је крајем 16. вијека. Национални је споменик Босне и Херцеговине.

## Прошлост
На подручју Херцеговине у периоду између 15. и 17. вијека граде се једнобродне цркве. У том раздобљу се граде мале сеоске цркве или манастири локалног карактера. Властелу и владаре као дотадашње ктиторе замјењују локални кнезови и војводе или племенска братства. Храмове су обично радили дубровачки неимари који су, били присутни на простору источне Херцеговине. Подаци о тој градњи сачувани су у документима из архиву Дубровника.
Црква Светог Климента у Дражином долу је типична медитеранска средњовјековна црква која је грађена крајем 16. вијека или почетком 17. вијека. О градњи цркве нема сачуваних писаних трагова.

## Одлике
Крај цркве Светог Климента у Дражином долу налази се старо гробље са крстачама. По обиљежјима архитектуре, припада групи херцеговачких цркава са прислоњеним луковима уз подужне зидове, чији се извориште налази у архитектури прероманике и романике дубровачког подручја и јужног српског приморја. Спада у једнобродне храмове са правоугаоним полуобличастим сводовима и полукружном апсидом на источној страни. Димензија је 8,6 х 4.5 метара са спољашње стране. Црква има масивне камене зидове дебљине 65 до 72 центиметара. Зидови су рађени од крупних камених блокова, са унутрашњих страна су малтерисани, а на зидовима фасада видљив је камен. Кров цркве је у цјелини прекривен каменим плочама.
Изнад портала налази се мања розета. Звоник цркве „на преслицу” је дозидан накнадно. По начину градње звоника, вјерује се да је дозидан током 19. вијека.
Крај ове светиње налази се старо гробље са крстачама, које данас није активно. Улаз у гробље је са западне стране. У гробљу се налази 10 камених надгробника које датују из 19. и 20. вијека. Највећи број споменика урађен је од седре и у облику крста једноставне обраде. Поједини имају декорацију која се састоји од уклесаног крста, уклесане шестокраке звијезде као и оних који имају флорални украс. Натписи на споменицима садрже основне податке о покојнику. На неким споменицима има имена онога ко је подигао споменик.